# Go Ahead in het seizoen 1968/69
Het seizoen 1968/1969 was het 15e jaar in het bestaan van de Deventerse betaaldvoetbalclub Go Ahead. De club kwam uit in de Eredivisie en eindigde daarin op de vierde plaats. Tevens deed de club mee aan het toernooi om de KNVB Beker, hierin werd in de tweede ronde verloren van DWS (0–1).

## Wedstrijdstatistieken

### Eredivisie
|       | ADO   | Ajax  | AZ '67 | DOS   | DWS   | Feijenoord | Fortuna SC | GVAV  | Holland Sport | MVV   | NAC   | N.E.C. | PSV   | Sparta | Telstar | FC Twente '65 | Volendam |
| ----- | ----- | ----- | ------ | ----- | ----- | ---------- | ---------- | ----- | ------------- | ----- | ----- | ------ | ----- | ------ | ------- | ------------- | -------- |
| Thuis | 2 – 1 | 2 – 1 | 5 – 0  | 7 – 0 | 2 – 1 | 3 – 1      | 2 – 0      | 3 – 0 | 0 – 0         | 2 – 1 | 3 – 1 | 1 – 0  | 1 – 1 | 2 – 1  | 3 – 0   | 4 – 0         | 1 – 0    |
| Uit   | 1 – 1 | 4 – 3 | 0 – 0  | 0 – 4 | 4 – 2 | 4 – 0      | 1 – 1      | 1 – 1 | 1 – 0         | 0 – 2 | 1 – 1 | 1 – 0  | 0 – 1 | 3 – 0  | 1 – 0   | 4 – 1         | 0 – 3    |

### KNVB Beker
| 1e ronde                                             | EDO                | 0 – 3 (0 – 2) | Go Ahead                                    |
| 15 september 1968 Plaats: Haarlem Noordersportpark   |                    |               | 24' Gerrit Niehaus 40', 88' Wietse Veenstra |
| 2e ronde                                             | DWS                | 1 – 0 (1 – 0) | Go Ahead                                    |
| 10 november 1968 Plaats: Amsterdam Olympisch Stadion | Rob Rensenbrink 7' |               |                                             |

## Statistieken Go Ahead 1968/1969

### Eindstand Go Ahead in de Nederlandse Eredivisie 1968 / 1969
| Stand | Gespeeld | Gewonnen | Gelijk | Verloren | Punten | Doelpunten voor | Doelpunten tegen |
| ----- | -------- | -------- | ------ | -------- | ------ | --------------- | ---------------- |
| 4e    | 34       | 19       | 7      | 8        | 45     | 63              | 34               |

### Topscorers
| #                 | Naam                 | Goal |
| ----------------- | -------------------- | ---- |
| 1.                | Wietse Veenstra      | 15   |
| 2.                | Oeki Hoekema         | 12   |
| 2.                | Gerrit van Tilburg   | 12   |
| 4.                | Gerrit Niehaus       | 8    |
| 5.                | Koos Knoef           | 5    |
| 6.                | Dick Schneider       | 3    |
| 6.                | Gerard Somer         | 3    |
| 6.                | Gerard Wüstefeld     | 3    |
| 9.                | Albert van der Weide | 1    |
| Onbekend doelpunt |                      |      |
| –                 | Onbekend             | 1    |
| Totaal            | Totaal               | 63   |

| #      | Naam            | Goal |
| ------ | --------------- | ---- |
| 1.     | Wietse Veenstra | 2    |
| 2.     | Gerrit Niehaus  | 1    |
| Totaal | Totaal          | 3    |

## Voetnoten
ADO ·
Ajax ·
AZ '67 ·
DOS ·
DWS ·
Feijenoord ·
Fortuna SC ·
Go Ahead ·
Holland Sport ·
GVAV ·
MVV ·
NAC ·
N.E.C. ·
PSV ·
Sparta ·
Telstar ·
FC Twente '65 ·
Volendam